# 피콕 (스트리밍 서비스)
피콕(영어: Peacock)은 컴캐스트의 자회사 NBC유니버설 텔레비전 & 스트리밍 부서가 운영하는 구독형 OTT 서비스다. 서비스명은 NBC의 로고를 따 지어졌다.